# Arco della Pace
Az Arco della Pace (Béke-kapu vagy Diadalív) egy milánói műemlék a Parco Sempione Castello Sforzescóval ellentétes oldalán, a Piazza Sempionén.

## Leírása
A diadalívet Luigi Cagnola tervezte, a lombardiai klasszicizmus jegyében. 1807-ben kezdték el építeni Napóleon fényes győzelmeinek emlékére. A római diadalívekhez hasonlatos emlékmű építése azonban félbeszakadt és csak I. Ferenc osztrák császár kezdeményezésére folytatták 1815-ben. Ekkor már nem Napóleon, hanem az 1815-ös bécsi békeszerződés emlékére, melyben Lombardia, így Milánó is a Habsburg Birodalom része lett ismét, a Lombard–Velencei Királyság keretében. A kapu építését Cagnola folytatta, halála után pedig Francesco Londonio és Francesco Peverelli.
A napóleoni diadalokat megörökítő korábbi domborműveket az építés későbbi szakaszában Napóleon elvesztett ütközeteiből vett jelenetekkel egészítették ki. A háromnyílású diadalív pontosan Garibaldi (jóval később, már az Olasz Királyság idején készült) szobrának, a Piazza Castello kútjának, továbbá a Sforza-kastély első és hátsó kapujának tengelyében áll. Magassága 25, szélessége 24 m, elöl-hátul négy-négy oszlop díszíti. Tetejének közepén a Sangiorgio alkotta hatlovas kocsi hatalmas bronzszobra, valamint a négy sarkán álló lovas istennőszobrok (Giovanni Putti művei) a békét jelképezik.